# Hoxie (Kansas)
Hoxie es una ciudad ubicada en el condado de Sheridan en el estado estadounidense de Kansas. En el año 2010 tenía una población de 1201 habitantes y una densidad poblacional de 545,91 personas por km².

## Geografía
Hoxie se encuentra ubicada en las coordenadas 39°21′16″N 100°26′24″O / 39.35444, -100.44000 (39.354329, -100.439952).

## Demografía
Según la Oficina del Censo en 2000 los ingresos medios por hogar en la localidad eran de $33,810 y los ingresos medios por familia eran $41,641. Los hombres tenían unos ingresos medios de $28,235 frente a los $15,804 para las mujeres. La renta per cápita para la localidad era de $17,286. Alrededor del 13.9% de la población estaban por debajo del umbral de pobreza.